# Ihor Hordia
Ihor Wołodymyrowycz Hordia, ukr. Ігор Володимирович Гордя (ur. 3 kwietnia 1988 w Krzemieńczuku Ukraińska SRR) – ukraiński piłkarz, grający na pozycji pomocnika.

## Kariera piłkarska

### Kariera klubowa
Wychowanek klubu Kremiń Krzemieńczuk, a potem Dnipra Dniepropetrowsk, barwy których bronił w juniorskich mistrzostwach Ukrainy (DJuFL). Karierę piłkarską rozpoczął w składzie rezerw Dnipra Dniepropetrowsk. Na początku 2008 przeszedł do Metałurh Donieck, ale również grał tylko w drużynie rezerw. 1 września 2009 został piłkarzem Stali Ałczewsk. Latem 2011 wyjechał do Białorusi, gdzie podpisał kontrakt z FK Homel. W marcu 2013 roku zasilił skład FK Ołeksandrija. Latem 2013 powrócił do Stali Ałczewsk. 8 kwietnia 2014 dołączył do klubu Czerkaśkyj Dnipro Czerkasy.

### Kariera reprezentacyjna
Występował w juniorskiej U-16, U-19 oraz studenckiej reprezentacjach Ukrainy.

## Sukcesy i odznaczenia

### Sukcesy reprezentacyjne
- mistrz Uniwersjady: 2007, 2009

### Odznaczenia
- tytuł Mistrza Sportu Klasy Międzynarodowej: 2007